# 山田錦

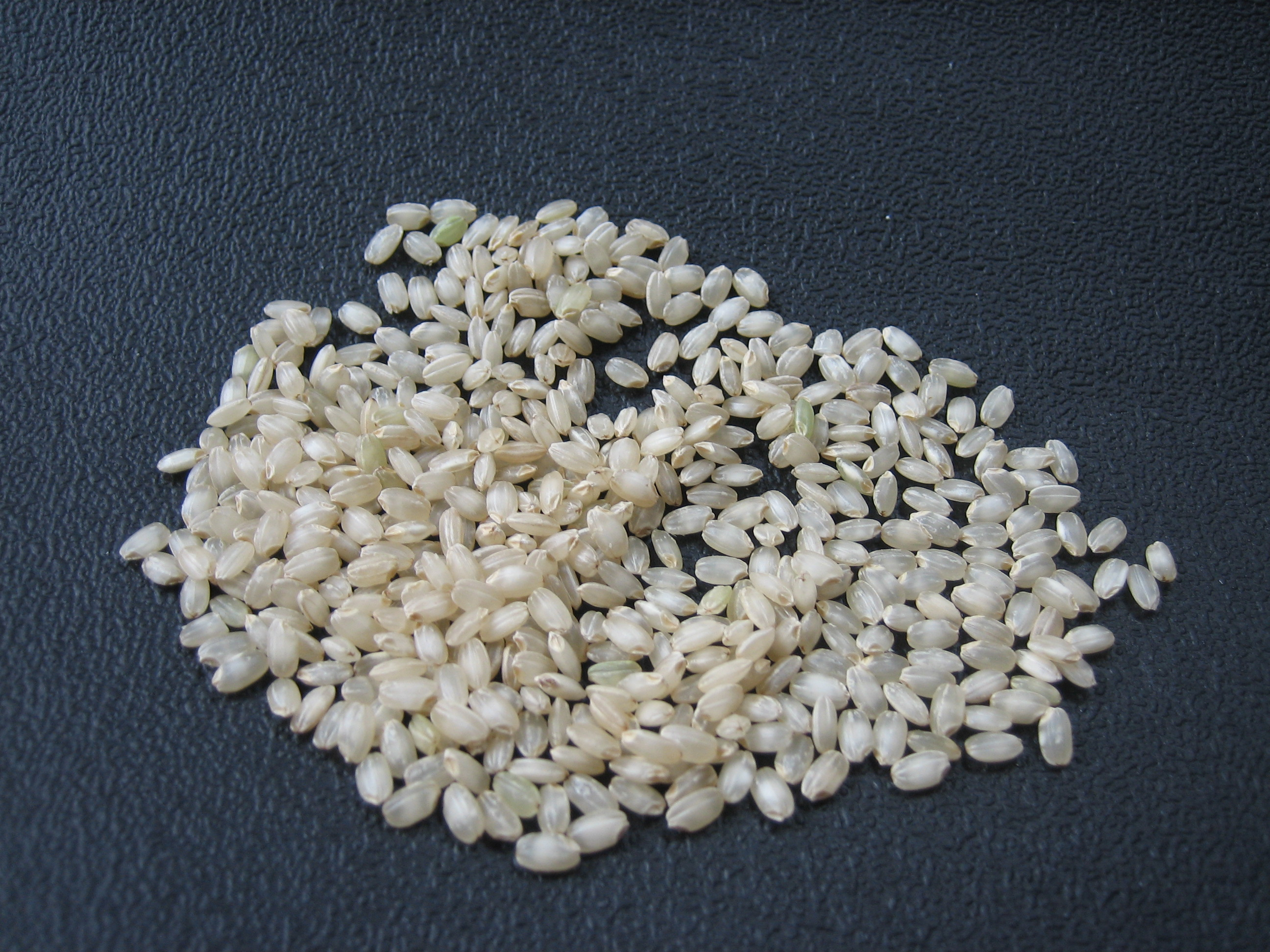
山田錦

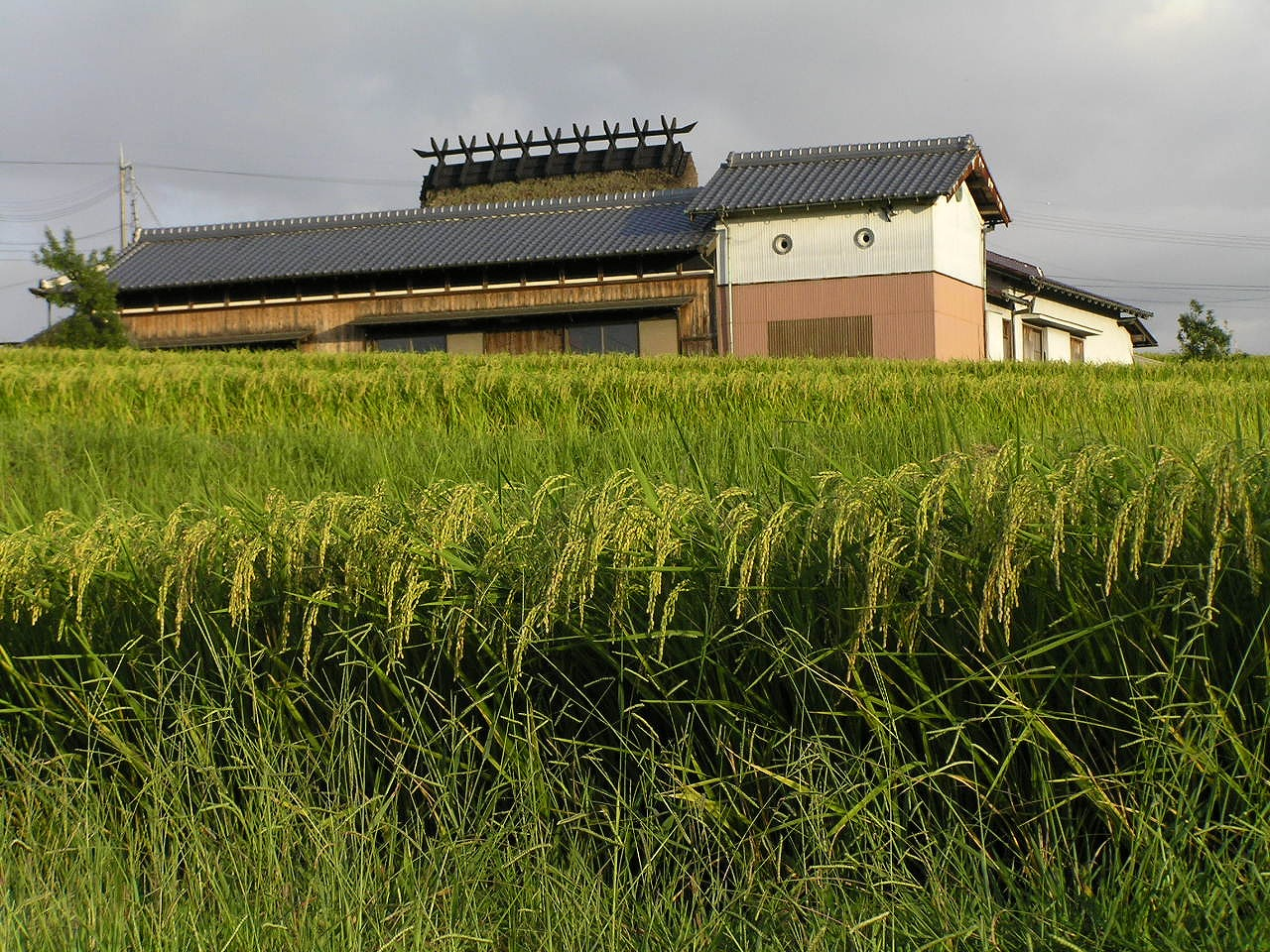
神戸市北区淡河町北僧尾の剣菱山田錦契約田

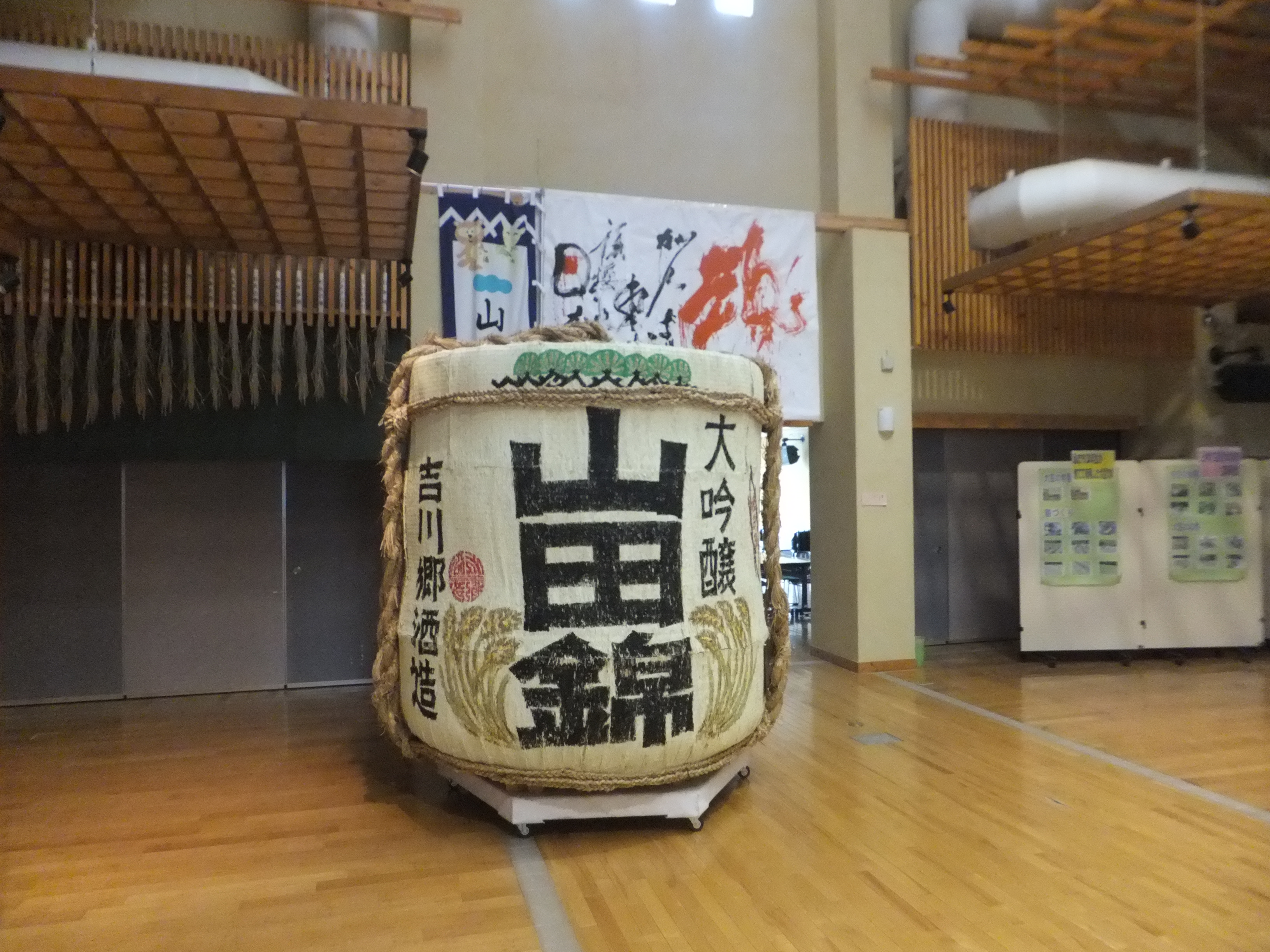
山田錦の樽

山田錦（やまだにしき）は、イネ（稲）の品種の一つ。主に日本酒醸造に用いられており、酒造好適米（酒米）の代表や「酒米の王」ともいわれる。食用も可能である。2022年時点で酒米のうち最大の生産量を誇り（推計27,992トン）、2位に「五百万石」（推計14,865トン）、3位に「美山錦」（推計3,760トン）が続く。同年時点でその生産量の約56%を兵庫県産が占めている。

## 誕生
1923年（大正12年）に兵庫県明石市の兵庫県立農事試験場（現：兵庫県立農林水産技術総合センター（加西市））で「山田穂」と「短稈渡船」を人工交配させて誕生した。1928年（昭和3年）に兵庫県加東郡社町（現：加東市）の酒造米生産地（現:酒米試験地）で産地適応性の試験が行われた。1936年（昭和11年）に「山田錦」と名付けられ、兵庫県の奨励品種になった。「山田錦」の「山田」は「山田穂」から取り、「錦」は命名当時の稲の品種名に一般的に用いられていたことから名付けられた。当初は「昭和」とする予定であったが、現在の名称に変更した経緯は不明である。1945年（昭和20年）7月6日の明石大空襲により、兵庫県立農事試験場本館が焼失し、この年までの資料を焼失した。

## 酒造好適米の代表
一般的に、山田錦を酒米に使用した場合の日本酒の官能評価は、大吟醸酒で華やかな吟醸香とスッキリとした味わいに優れ、「やや甘みが強く味わいがある」とも評されている。
山田錦の登場以後、全国新酒鑑評会では酒米に山田錦を使用した日本酒が上位を占めるようになっていった。1985年（昭和60年）頃から、酒米に山田錦（Y）を、酵母にきょうかい9号（K）を使用し、精米歩合を35%まで高めれば、鑑評会で良い成績が獲れるとする「YK35」という公式のような言葉が酒蔵関係者の間で使われるようになった。このため、鑑評会では2000年（平成12年）度から山田錦の使用割合別にI部とII部を設け別々に品評した。
その後、山田錦以外の原料米の向上に伴い、越淡麗、千本錦、美山錦、秋田酒こまちなど山田錦以外の酒米の使用を主体とした出品酒の増加と、それらの酒と山田錦を使用した酒との評点の差が減少したため、2010年（平成22年）度からI部とII部は廃止された。しかし、同時点では依然として山田錦を主体とした出品酒の金賞受賞率が高く「山田錦の優位性を感ずるところ」と総括されている。
古酒にも適している。

## 品種の特徴
稈長と穂長を合わせた身長が約130cmと長いため風で倒れやすく、育つのに時間がかかり、病気や害虫に弱いので一般的な食用米に比べて作りにくい品種である。一般的な食用米の千粒ごとの重さは22グラム程度、一般的な酒米の重さは25 - 29グラムであるが、山田錦は27 - 28グラムと酒米の中でも比較的大粒である。米粒が大きいため砕米が少なく高精米が可能であり、粘度と強度の高い大きい心白は吸水性が良く麹菌が入り込みやすく醪に溶け出しやすいため吟醸造りに優れ、タンパク質とアミノ酸も少なく雑味が少ない酒に仕上がるため、大吟醸酒などの高級酒造りに適している品種である。下の表は平成18年の兵庫県農林水産部のデータで、山田錦の品種特性をコシヒカリと比較したもの。
| 項目特性   | 山田錦           | コシヒカリ     | 備考                 |
| ---------- | ---------------- | -------------- | -------------------- |
| 調査場所   | 兵庫県酒米試験地 | 兵庫県和田山町 |                      |
| 播種期     | 5月15日          | 4月19日        | 種まき               |
| 移植期     | 6月5日           | 5月10日        | 田植え               |
| 出穂期     | 8月26日          | 7月29日        |                      |
| 成熟期     | 10月5日          | 9月6日         | 稲刈り               |
| 稈長       | 105cm            | 93cm           | 背の高さ             |
| 耐倒伏性   | 弱               | 弱             | 背が高いと倒れやすい |
| いもち病   | 弱               | 弱             |                      |
| 千粒重     | 27.4g            | 21.5g          | 米千粒の重さ         |
| 心白発現率 | 70%              |                |                      |

## 生産

### 生産適地
代表的な生産地は兵庫県の六甲山地の北側で、この土地の特徴に合致した場所が生産適地とされる。その気候と地形の特徴は、温暖で日照時間が長く降水量が少なめな一方で、夜温が低く夏季の気温の日較差が10℃以上に達する場所であること、土壌の特徴は、養分となるマグネシウムとリンや水分の保持力が高く、根が伸長しやすい粘土質なことである。栽培の北限地は新潟県上越市吉川区とされる。

### 主な生産地
2022年時点で国内の生産量の約56%を兵庫県が占めている。兵庫県の六甲山地の北側は瀬戸内海式気候なため温暖で日照時間が長く降水が少なめで、東西に開けた場所ではさらに日照時間が長く、六甲山地で夜の都市部からの暖気が遮られ日較差が10℃以上になりやすく、地層は神戸層群と大阪層群の粘土質であり、山田錦の生産に適している。特に播磨地区の北播磨地区、阪神地区の三田市・川辺郡猪名川町と神戸市北区に生産地が集中しており、その中で三木市が生産量が全国一である。特に、三木市や加東市の一部は特A地区に指定されており、「酒米買うなら土地を買え」と言われるぐらいこの地区産のものが珍重されている。2007年時点では兵庫県に次いで福岡県、岡山県、徳島県、佐賀県の順に生産量が多く東北地方の南側から九州地方まで全国30府県で生産されている 。
- 兵庫県
  - 神戸市北区
  - 西脇市
  - 三木市 - 質量ともに酒造米の産地として知名度が有り、市内の第一次産業の米作部門の中で約8割を占めている。1988年には生産量が3000トンを超え、生産量が全国の25.2%であり、全国一の生産量になりかつ高級品であり、主に別所・志染・細川・口吉川・吉川で栽培されている。その内、吉川と口吉川などの地区では最上級の特A地区に指定されている。北海道、関東地方、京阪神、四国地方などに酒米用として出荷している[7][2][8][22][30][32][15]。三木市などでは村米制度が残っている。また、吉川町市野瀬はその制度の発祥地である[11][33]。
  - 小野市 - この米を使ったパンが学校給食に提供されている[34][35]。
  - 三田市
  - 加西市 - この米の一部である酒粕を使った羊羹が販売されている[36][37]。
  - 加東市 - 市内で生産されている米の栽培の半分を占め、平成22年度の収穫量は全体の49.2%を占める。旧東条町・旧社町米田の地区などでは最上級の特A地区に指定されている[8][22][37]。
  - 川辺郡猪名川町
  - 多可郡多可町

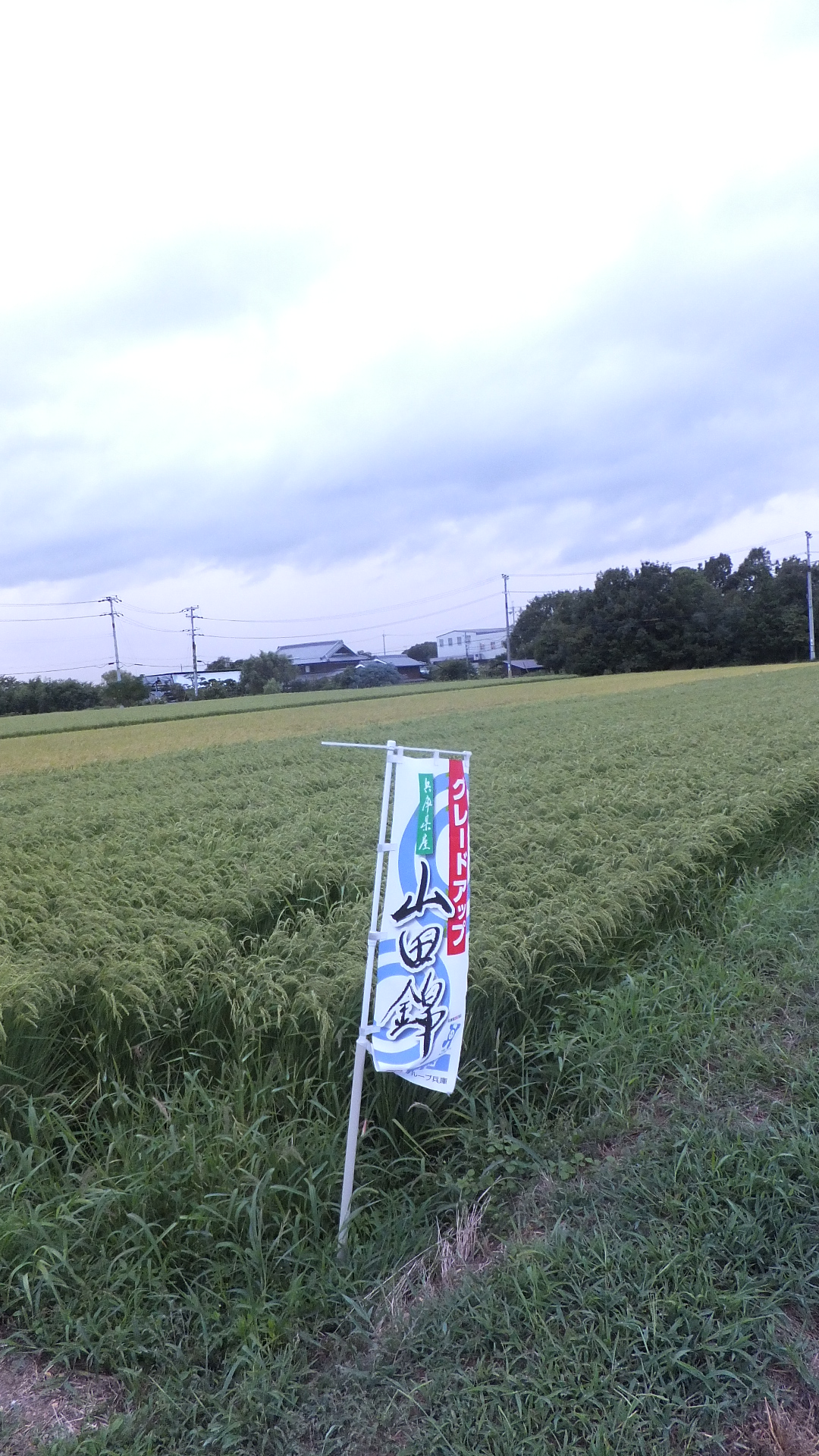
山田錦の栽培を示す幟
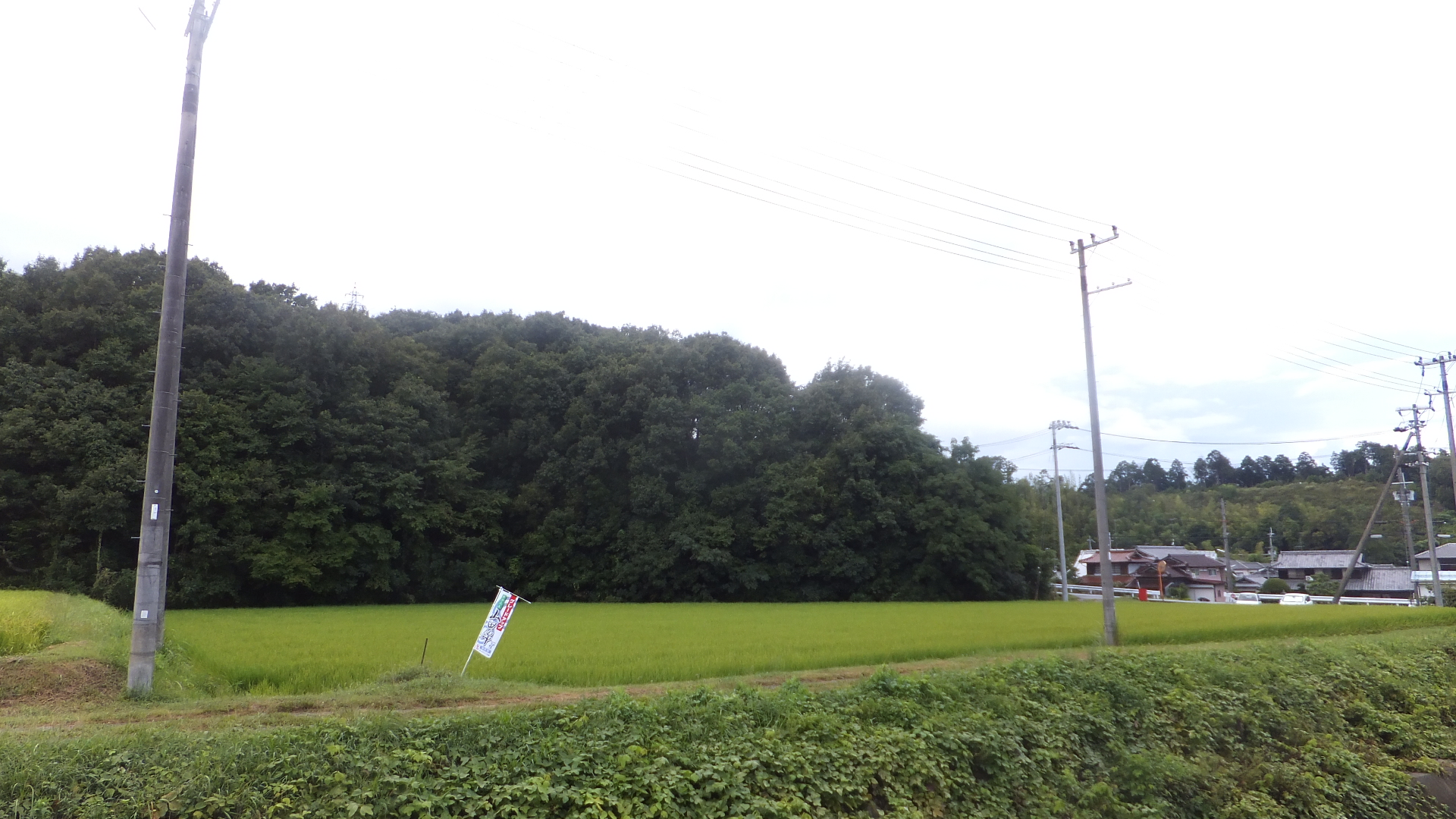
兵庫県三木市志染町細目の栽培地
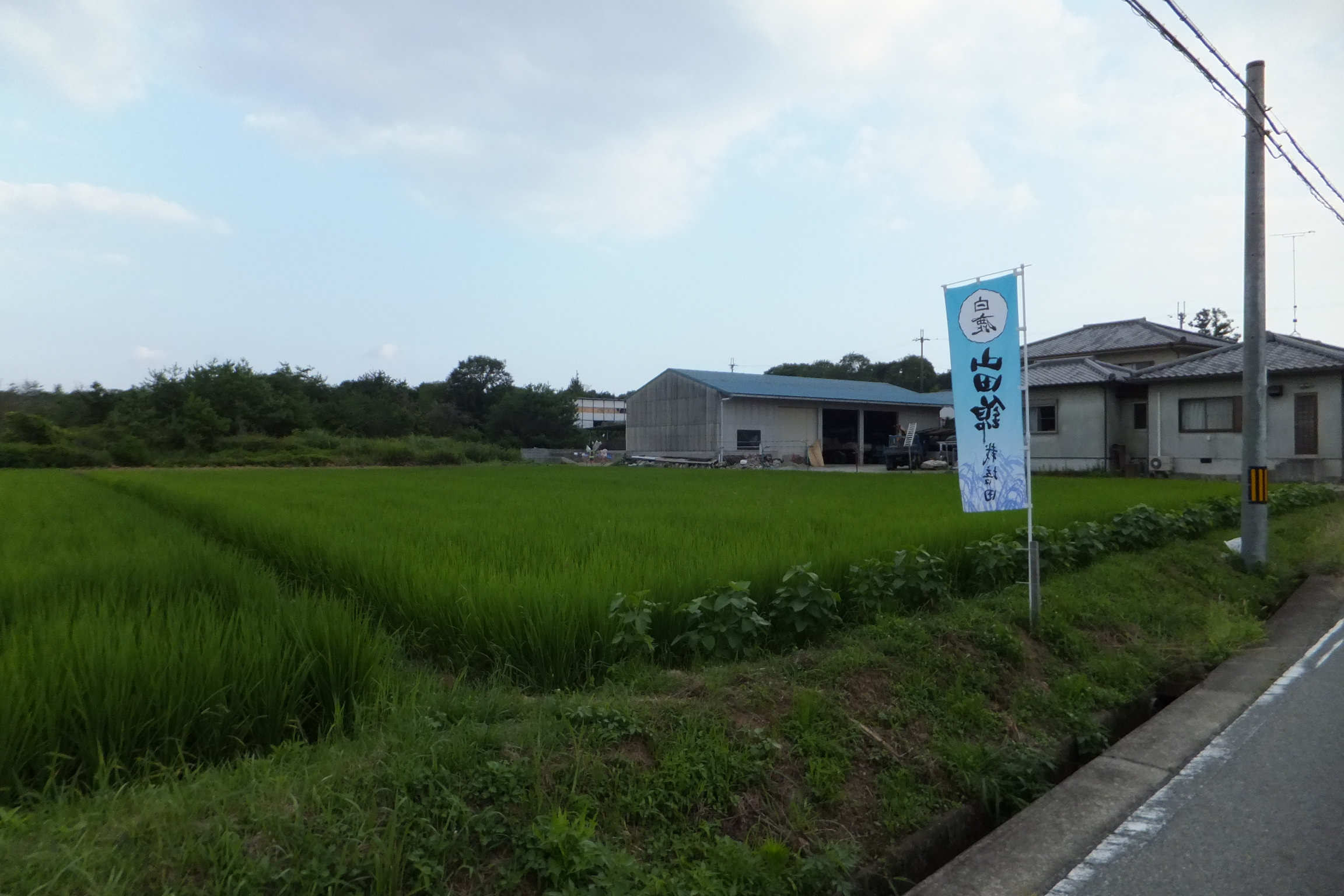
兵庫県小野市大開町の栽培地

- 徳島県
  - 阿波市 - 旧阿波町の阿讃山脈の麓で主に生産されており、「阿波山田錦」で商標登録されている[38]。
- 福岡県 - 全国2位の生産量を誇り、糸島市で大半が栽培されている[23][39]。
  - 糸島市 - 旧前原市・旧二丈町の脊振山地の麓の棚田で生産されている[23][39]。

### 生産時期
春から秋にかけて生産される。
- 5月 - 播種・育苗をする。全国の産地の中では神戸市と三木市が早く、その時期を皮切りに6月中旬頃まで続く[40][41]。
- 6月 - 田植えをする。良好な収量と品質の関係上、この時期に田植えをするのが望ましいが、水利慣行のために5月下旬頃に行う地域がある[42][41]。
- 7月 - 中干しをする[42]。
- 8月 - 上旬から中旬頃に穂肥をし、下旬頃に出穂・開花する（6月上旬頃に田植えをした場合）[42][43]。
- 9月 -
- 10月 - 上旬頃に収穫する（8月下旬頃に出穂した場合）[42][43]。

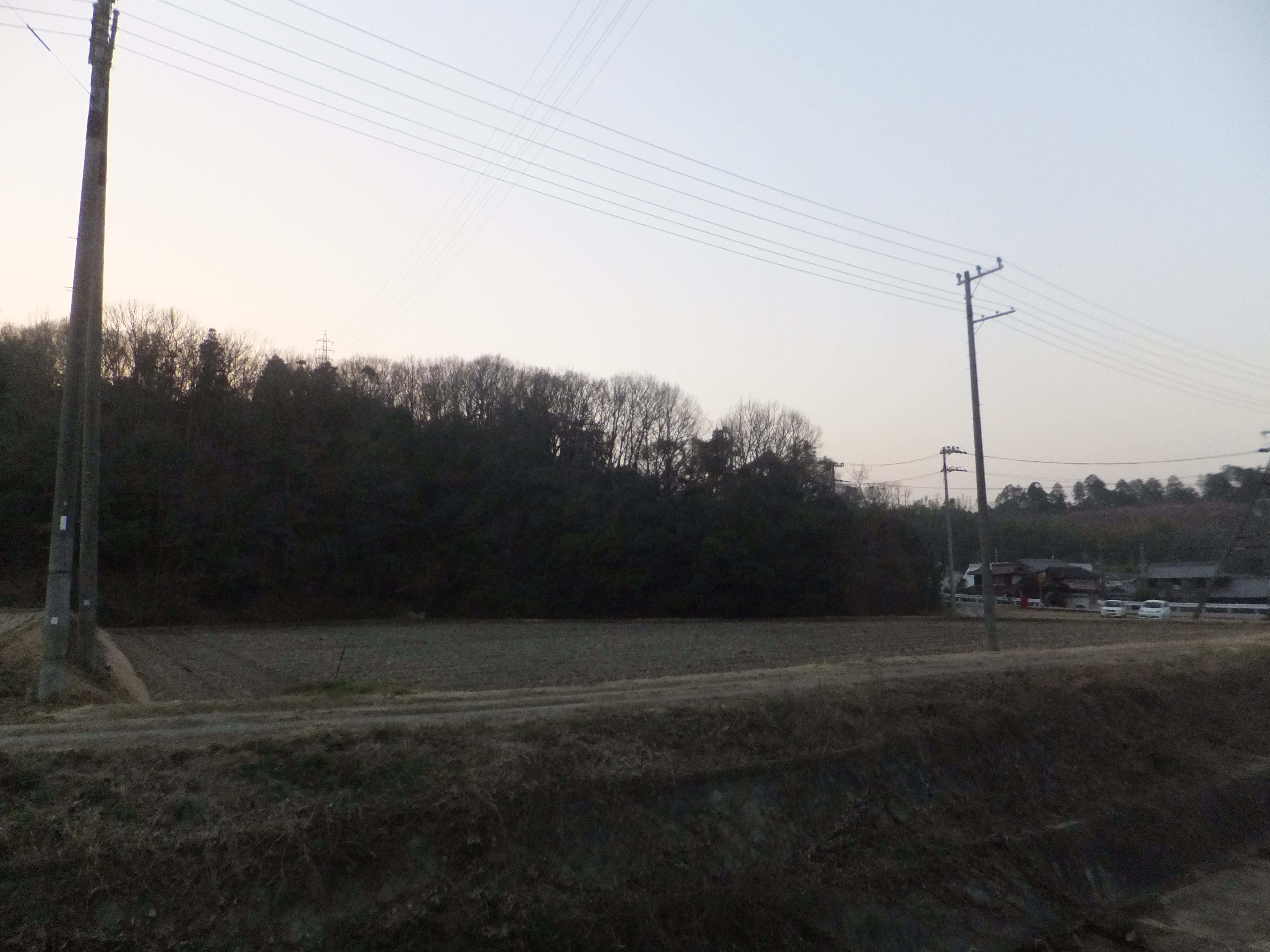
シーズンオフの山田錦の栽培地
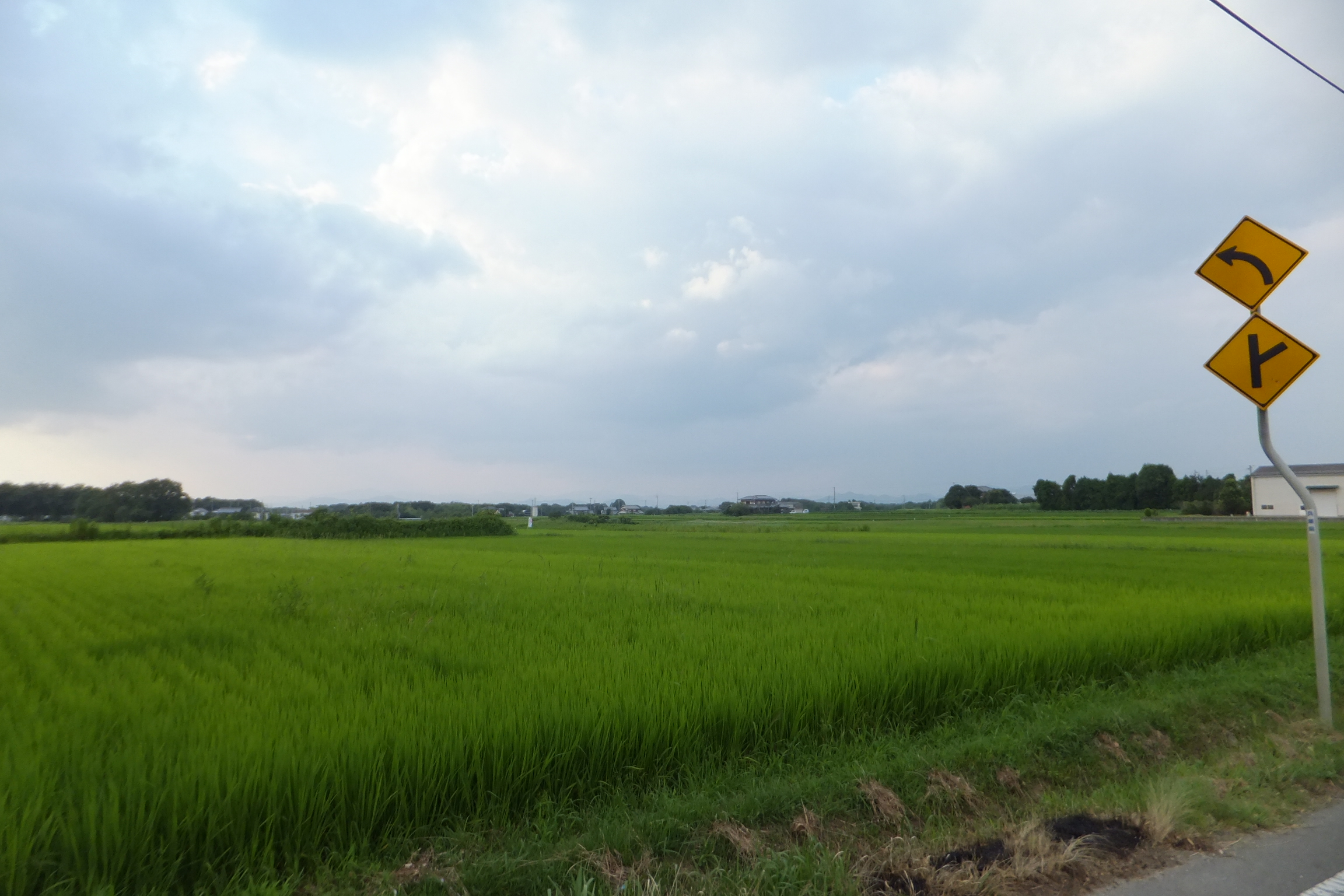
栽培中の山田錦の栽培地
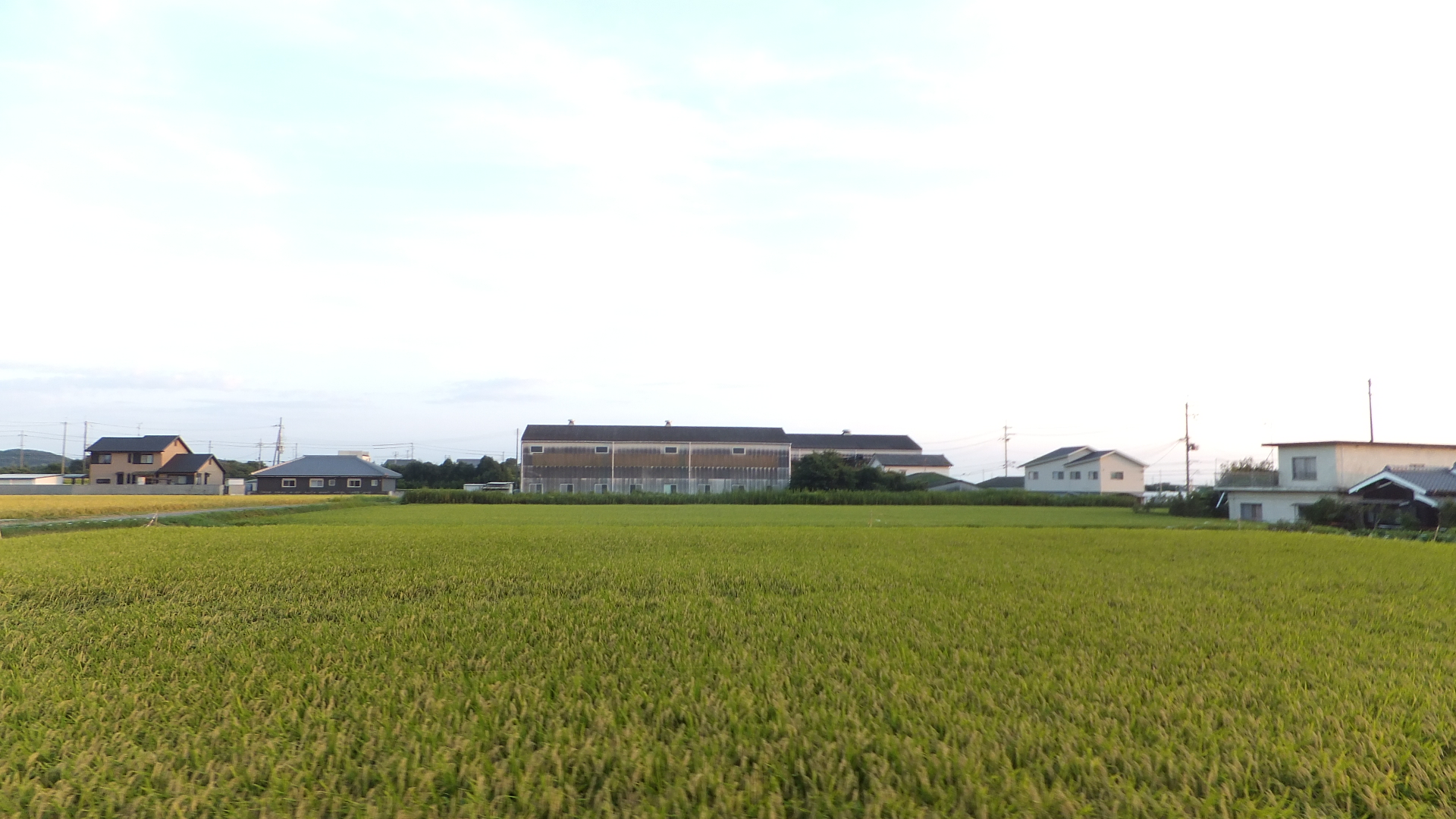
収穫直前の山田錦の栽培地
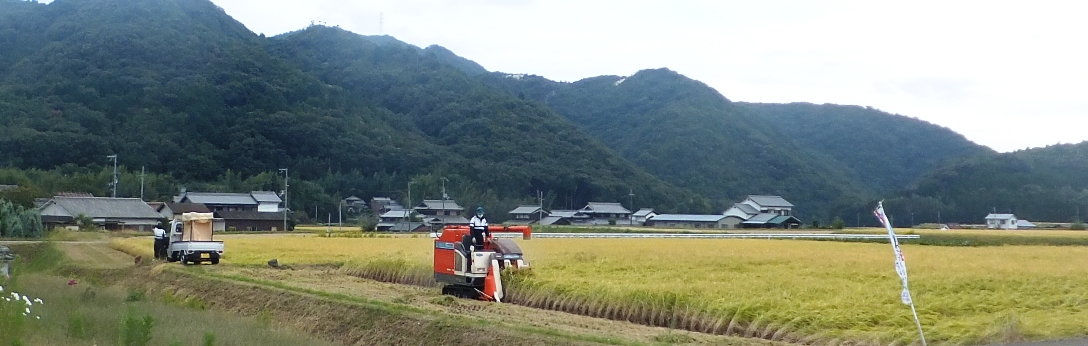
刈り取り中の山田錦の栽培地
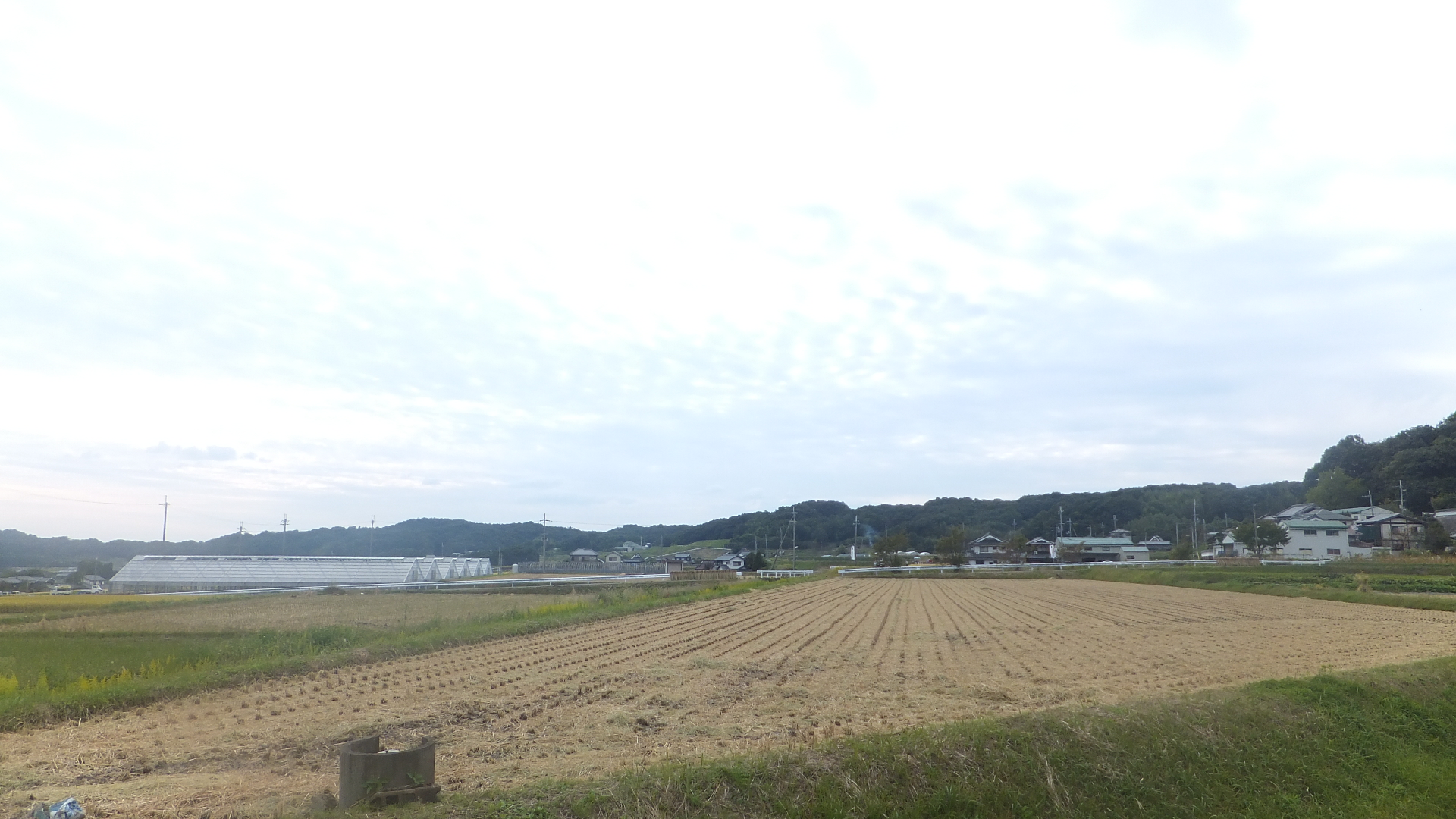
刈取り後の山田錦の栽培地

### 生産量
第二次世界大戦前は臨時米穀配給統制の規制により移出には知事の許可が必要になったので「中上米」の使用が出来なくなり、山田錦の改良を進めて行った。その結果、高評価され、需要が伸びた。戦後も生産量は拡大し、1963年に約7,840haでピークを迎え、その後はいったん減少したが、1985年頃から増加し、1998年に生産量が再びピークを迎えた。2001年に「五百万石」を抜いて初めて酒米の作付面積1位を記録した。2022年の全国の生産量推計は27,992トン、兵庫県のみ推計で15,811トン、2018年の兵庫県のみでの作付け面積は5,430ha。

## 関連施設・イベント

### 関連施設

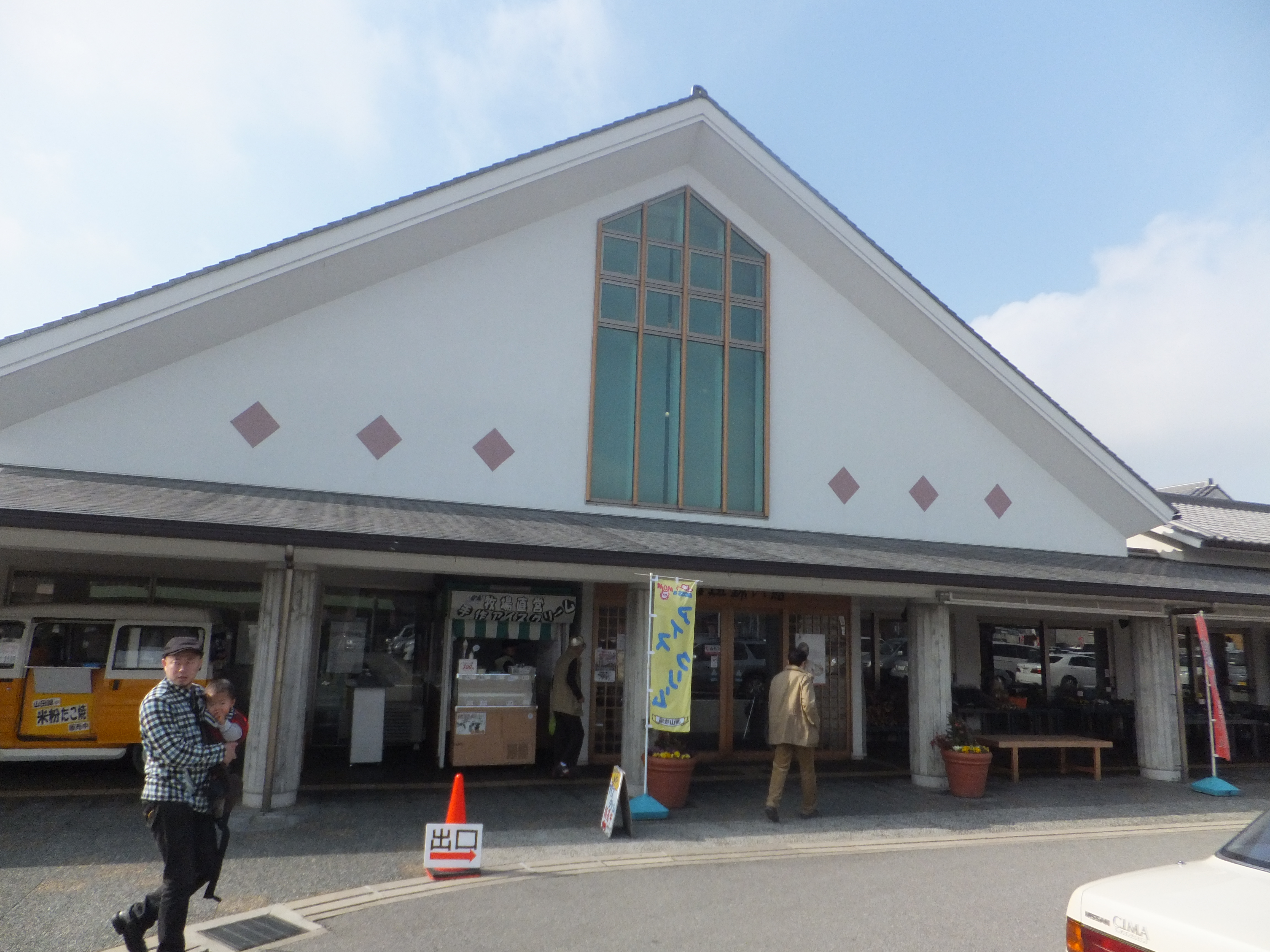
山田錦の館
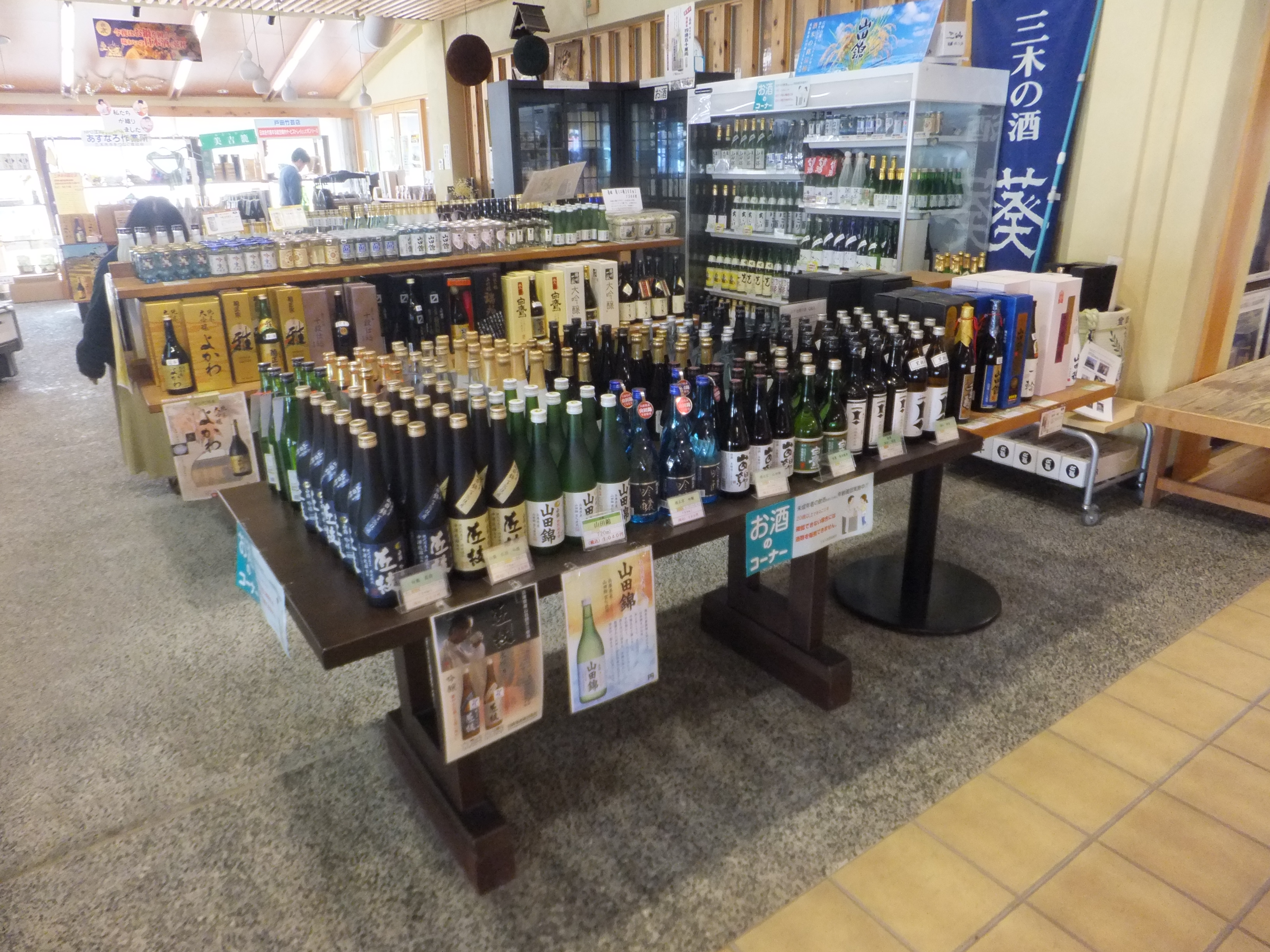
山田錦を加工して作られた酒類
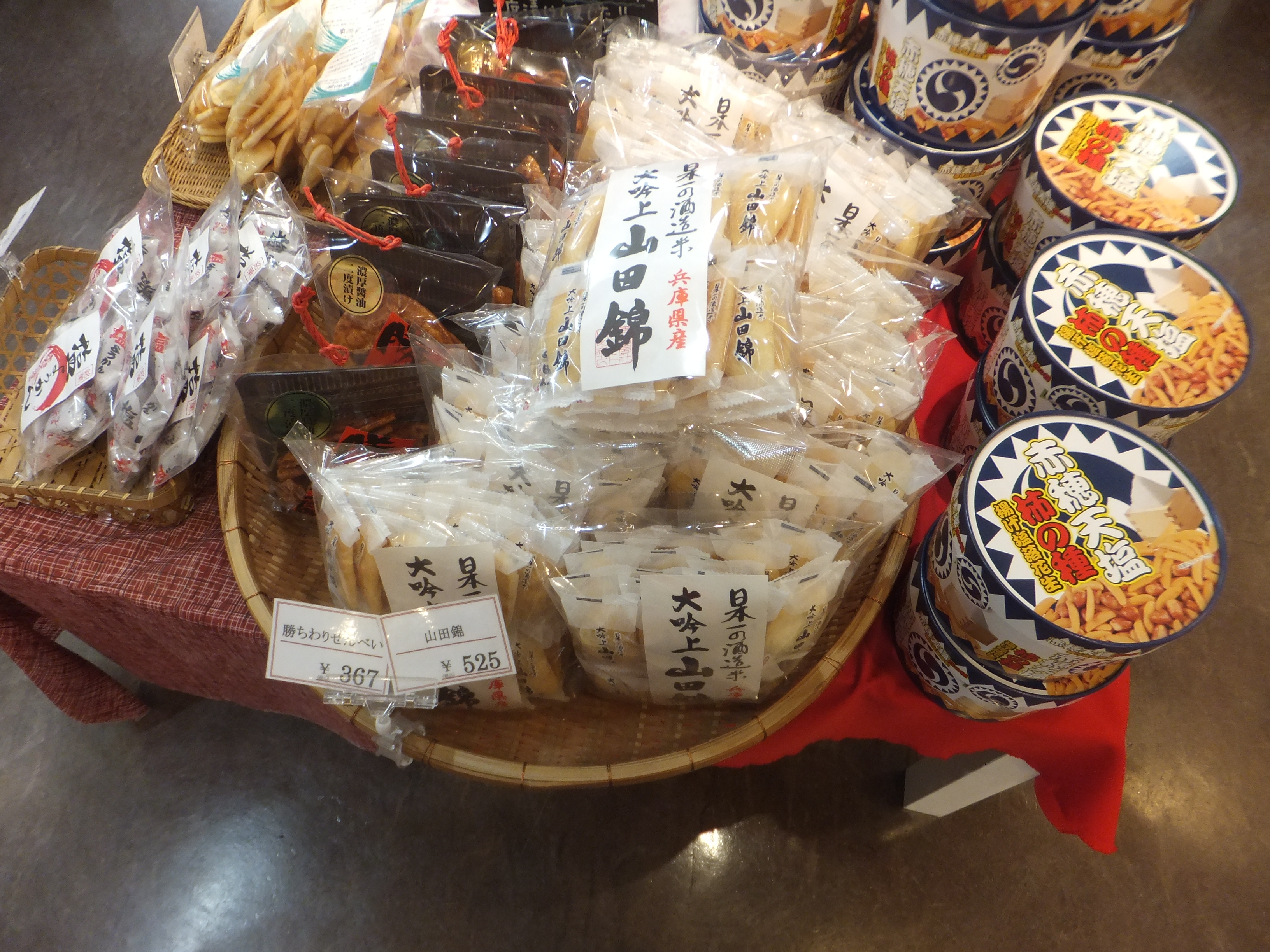
山田錦を加工して作られた煎餅

三木市吉川町吉安にある交流施設「山田錦の郷」内にあり、2004年（平成16年）にオープンした施設である（吉川温泉よかたんに隣接）。
山田錦を使用した日本酒や地元産の農産物などを販売しているほか、館内のミュージアムでは山田錦の歴史や栽培についてパネルやミニチュアで紹介されている。毎年3月には、駐車場にて「山田錦まつり」が開催される。
- 日本酒販売・試飲コーナー
- 山田錦ミュージアム
- 農産物直売所
- レストラン

- 山田錦の館
- 山田錦を加工して作られた酒類
- 山田錦を加工して作られた煎餅

### イベント
- 山田錦まつり[46]